# Nancy Thompson
Nancy Thompson o Nancy Halbrook è un personaggio cinematografico immaginario, della saga di film horror Nightmare. 
Nancy è l'arcinemica di Freddy Krueger in Nightmare - Dal profondo della notte, Nightmare 3: I guerrieri del sogno e Nightmare - Nuovo incubo dove è da interpretata da Heather Langenkamp e, col nome di Nancy Halbrook, nel remake Nightmare, dove è interpretato da Rooney Mara; inoltre appare anche in un breve flashback che apre il film Freddy vs. Jason. Nancy è presente anche in una serie di fumetti basata sui film.

## Biografia del personaggio
Nancy Thompson è la figlia di Marge - una dei ragazzini che bullizzavano Freddy da piccolo e che, dopo l'omicidio, nascose in una caldaia il suo guanto - e Donald Thompson - il tenente della polizia di Springwood (Ohio) che arrestò Freddy Krueger nel 1966 e che, dopo l'omicidio, seppellì le sue ossa in una discarica - e, per questo, doveva essere una delle vittime di Freddy a metà anni '60 ma è scampata all'infanticida.
1981. Nancy è ora un'adolescente tormentata da terribili incubi in cui Freddy cerca di ucciderla. 
1987. Diventata psichiatra specializzata in problemi del sonno, va a lavorare al Westin Hills Mental Institution dove aiuta gli ultimi figli dei genitori che uccisero Freddy Krueger, i guerrieri del sogno, a non soccombere al mostro nei loro incubi e, anzi, a sconfiggerlo usando i loro "poteri".

## Film

#### Nightmare - Dal profondo della notte
1981, Springwood (Ohio). Nancy Thompson è una graziosa adolescente che, da un po', ha degli orribili incubi su una misteriosa e inquietante figura sfigurata da gravi ustioni e armato con un guanto artigliato. Quando la sua amica Tina, che sta avendo gli stessi incubi, viene uccisa nel sonno e il ragazzo di Tina, Rod, dice di aver visto quattro tagli di rasoi apparire sul corpo della ragazza dal nulla, Nancy comincia a far affidamento sulla caffeina per restare sveglia. La cosa però è impossibile così, addormentatasi, vede il mostro e, oltre a riuscire a salvarsi, riesce anche a portare il suo cappello fuori dal sogno scoprendo che ha un'etichetta col nome "Fred Krueger". Andata da sua madre Marge, Nancy scopre che Krueger era un infanticida che lei e altri genitori bruciarono vivo anni fa dopo che era stato rilasciato di prigione. Capito che Freddy che vuole vendetta, Nancy, aiutata dai suoi amici morti, riesce a portare Freddy nel mondo reale a farlo cadere vittima in una serie di trabocchetti. Alla fine Nancy, capito che la sua energia risiede nel ricordo, sconfigge Krueger voltandogli le spalle e immaginando che non ci sia . A fine film, però, si vede che Freddy non è affatto morto, infatti uccide Marge Thompson.

#### Nightmare 3 - I guerrieri del sogno
1987, Ohio. Nancy Thompson, psichiatra specializzata in problemi del sonno, lavora come interno al Westin Hills Mental Institution dove sono stati ricoverati gli ultimi figli dei genitori che uccisero Freddy Krueger che, sebbene siano sopravvissuti, sono vittime degli incubi: i guerrieri del sogno. È così che Nancy, per proteggerli, chiede al collega e amico Dr. Neil Gordon che a quei pazienti venga prescritto l'Hypnocil, una droga sperimentale usata per sopprimere i sogni, poi, in una seduta terapeutica, usa l'ipnosi per far addormentare tutti e per insegnargli come usare i loro "poteri" a loro vantaggio. Quando però alcuni ragazzi muoiono per mano di Freddy, la colpa viene data all'Hypnocil e così Nancy e il Dr. Gordon vengono licenziati ma non si arrendono e, indagando, scoprono che per sconfiggere Freddy devono benedire le sue ossa. È così che, mentre Nancy ritorna al Westin Hills Mental Institution e raggiunge i pazienti nel mondo dei sogni aiutandoli a usare i loro poteri, Neil e Donald - padre di Nancy contattato per trovare i resti di Freddy – recuperano le ossa e le seppelliscono. Ciò porta Freddy a lasciare il mondo dei sogni per entrare nel proprio scheletro e così Nancy lo pugnala col suo stesso guanto facendolo morire divorato dalla luce. Purtroppo, però, Nancy morirà per le ferite riportate durante lo scontro col mostro.

#### Nightmare - Nuovo incubo
1994, Los Angeles (California). L'attrice Heather Langenkamp viene perseguitata da una malefica entità che, grazie al regista Wes Craven, scopre essere stata liberata con la morte di Freddy Krueger - qui un semplice personaggio fittizio creato per la serie di film horror Nightmare - in Nightmare 6 - La fine e che ora, oltre a voler attraversare il mondo reale sotto forma di Krueger, ha intenzione di ucciderla perché ha interpretato la sua antagonista più famosa: Nancy Thompson. Al fine di combattere l'entità che, nel frattempo, ha rapito suo figlio Dylan, Heather riprende il ruolo di Nancy un'ultima volta e inizia una battaglia con l'entità-Freddy nel mondo dei sogni, dove lo intrappola in una fornace e lo distrugge.

#### Freddy vs. Jason
2003. In questo film Nancy appare in un breve flashback che introduce il film.

#### Nightmare
2010, Springwood (Ohio). Anni dopo aver ucciso Freddy Krueger, il pedofilo giardiniere dell'asilo di Springwood, i figli adolescenti di questi genitori assassini iniziano a morire uccisi nei loro incubi dallo spirito di Kruger ma, a ostacolarlo, ci pensa Nancy Halbrook.